# Shawn Harrison
Shawn Harrison (n. 28 de diciembre de 1973) es un actor estadounidense conocido por interpretar a Waldo Geraldo Faldo en la serie Cosas de casa.
Harrison también ha hecho apariciones ocasional como "Peaches" en la serie Girlfriends entre 2002 y 2007.
Fue la voz de Timber Wolf en la serie Legion of Super Heroes.